# Кловський узвіз, 7
БЦ Carnegie Center + Tower — двосекційний хмарочос у Києві, що складається з житлового будинку (47 поверхів) та офісного центру (18 поверхів), що сполучаються 8-поверховим «переходом». Станом на 2024 рік споруда є найвищим хмарочосом України.
У квітні 2010 року офісна секція введена в експлуатацію, будівництво закінчили у 2012 році.

## Історія будівництва
Хмарочос планували почати споруджувати наприкінці 2003 року і закінчити до 2008-го. До 2006 року було вирито лише котлован, пізніше залито фундамент.
13 березня 2008 року ТОВ «Житлобуд» отримав дозвіл від інспекції київського архітектурно-будівельного контролю на будівництво офісно-житлового комплексу. Тоді ж почалося будівництво першого поверху.
10 березня 2009 року офісна частина досягла максимальної висоти. У ході будівництва поступово змінювався вигляд будівлі і навіть кількість житлових поверхів висотної частини зросла з 37 до 47. У квітні 2010 року 18-поверхову офісну частину ввели в експлуатацію.
У вересні 2010 року будівля досягла висоти 143 метри, перевищивши при цьому висоту найвищого будинку України — БФК Гуллівера (141,2 метри).
8 листопада 2010 року почалося будівництво 46 поверху.
8 березня 2011 року досягнуто максимальної висоти хмарочоса, збудовано всі 47 поверхів, почалося підготовка до спорудження скляного фасаду на верхівці будівлі.
На стадії будівництва, коли споруда досягала максимальної висоти, ЮНЕСКО вимагало демонтажу хмарочосу, через те, що вежа псувала краєвид на Києво-Печерську лавру. Серед варіантів нейтралізації псування краєвиду була заміна фасаду на дзеркальний або зменшення висоти на 12 поверхів.

## Характеристики
- Будинок має 6 швидкісних ліфтів, які рухаються зі швидкістю 4 м/с.
  - Житловий комплекс обслуговується 3-ма пасажирськими ліфтами, 4-й було розібрано на запчастини для ремонту 3-х інших.

## Цікаві факти
- Першим архітектором хмарочоса був відомий київський зодчий Сергій Бабушкін.
- Більшість квартир у хмарочосі розкупили ще на початку будівництва.[9]
- Проєкт споруди зробили ярусним, щоб хмарочос був схожим на Велику лаврську дзвіницю, також деякі з варіантів-проектів хмарочоса мали подібні до Лаври кольори фасаду.[10]
- Хмарочос викликав велике обурення в киян через те, що своєю висотою затьмарює вигляд з лівого берега на Лавру.[11]
- Цей хмарочос першим в Україні перетнув відмітку в 40 поверхів 
(попередником був ЖК «Корона», який має 38 поверхів).
- Будинок проєктували рівно на стільки поверхів, на скільки дозволили пілоти; за словами головного архітектора Андрія Мазура, трохи вище хмарочоса вже літають літаки.[12]
- Хмарочос фігурує в повісті Юрія Макарова «За чверть десята»: ображений його естетикою, герой руйнує споруду силою волі.

## Галерея

11 липня 2009
22 листопада 2009
10 березня 2010
26 червня 2010
23 липня 2010
19 вересня 2010
18 жовтня 2010
29 листопада 2010
9 грудня 2010
2 лютого 2011
20 квітня 2011
12 липня 2011
12 вересня 2011
24 грудня 2011